# Rue Michel-le-Comte
Rue Michel-le-Comte je ulice v Paříži v historické čtvrti Marais. Nachází se ve 3. obvodu.

## Poloha
Ulice vede od křižovatky s Rue du Temple, kde navazuje na Rue des Haudriettes, a končí na křižovatce s Rue Beaubourg, odkud dál pokračuje Rue du Grenier-Saint-Lazare.

## Historie
Původ názvu ulice není znám. V roce 1250 se nazývala vicus Micaëlis comitis. Ulice vedla podél příkopů městských hradeb Filipa II. Augusta
V letech 1793–1806 se ulice nazývala Rue Michel-Lepeletier na počest politika Louise Michela Lepeletiera de Saint-Fargeau (1760–1793).

## Zajímavé objekty
- dům č. 5: palác na rohu s Rue de Montmorency patřil do roku 1624 rodině de Montmorency. V letech 1651–1658 zde bydlel ministr financí Nicolas Fouquet. Bydlel zde též básník Théophile de Viau (1590–1626).
- dům č. 7: majitelem byl Antoine-Louis Lefebvre de Caumartin, prévôt des marchands v letech 1778–1784
- dům č. 16: na nádvoří se nacházejí sluneční hodiny z roku 1623. V 15. století v domě byl hostinec Auberge de l'Ours et du Lion.
- dům č. 17-19: hôtel Beaubrun
- dům č. 22: bydlel zde generál Edmond-Louis-Alexis Dubois-Crancé (1747–1814), narodila se zde malířka a sochařka Marie-Renée Ucciani (1883–1963) a žila zde do roku 1939.
- dům č. 28: hôtel d'Hallwyll